# Aimant

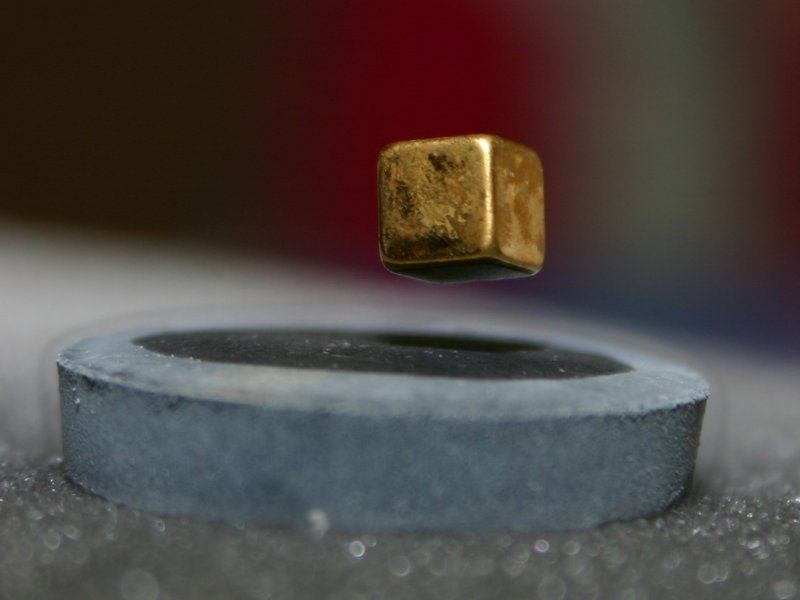
Photo d'un aimant lévitant au-dessus d'un supraconducteur.

Un aimant permanent, ou simplement aimant dans le langage courant, est un objet fabriqué dans un matériau magnétique dur, c’est-à-dire dont l'aimantation rémanente et le champ coercitif sont grands (voir ci-dessous). Cela lui donne des propriétés particulières liées à l'existence du champ magnétique, comme celle d'exercer une force d'attraction sur tout matériau ferromagnétique.

## Étymologie
Le mot aimant est, comme le mot diamant, dérivé du grec ancien ἀδάμας / adámas, « fer particulièrement dur, acier » puis « diamant », apparenté à l'adjectif ἀδάμαστος / adámastos, « indomptable », en raison de la dureté de la pierre d'aimant[réf. souhaitée].

## Histoire
L'histoire des aimants commence dans l'Antiquité.
En Chine, puis un peu plus tard en Grèce, des hommes découvrent une pierre noire, la pierre d'aimant, qui a le pouvoir d'attirer le fer. Qui plus est, cette pierre a la capacité de transmettre son pouvoir au fer. Dans l'Antiquité, selon Plutarque, la pierre d'aimant s'appelait os d'Horus et le fer os de Typhon.
Pline l'Ancien écrivait : « Il y a auprès du fleuve Indus deux montagnes, dont l'une retient et l'autre repousse toute espèce de fer (XXXVI, 25) ; de la sorte, si l'on porte des clous aux souliers, dans l'une on ne peut pas retirer son pied, dans l'autre on ne peut pas le poser. »
Partout où ces étonnantes propriétés de la magnétite sont remarquées, apparaissait la tentation de l'associer à la magie : « Une pierre d'aimant placée sous l'oreiller d'une épouse infidèle avait le pouvoir, disait-on, de lui faire avouer sa faute.
La croyance populaire attribuait à l'aimant une telle force qu'un seul fragment suffisait pour guérir toute sorte de maux et même servir de contraceptif ».
Vers l'an mille, en Chine, la boussole (appelée « aiguille du sud »), première application de la propriété d'aimantation, fait son apparition dans la navigation maritime. Cette boussole ou marinette, qui est constituée d'une aiguille de fer aimantée par contact avec la pierre d'aimant, sera introduite en Europe environ deux siècles plus tard au contact des Arabes. Le champ magnétique terrestre à l'origine de l'aimantation de la magnétite a permis à l'homme muni d'une marinette de mieux se situer dans l'espace et donc de l'explorer. Le mot magnétisme vient de la ville de Magnésie en Asie Mineure. Au XIIIe siècle, l'ingénieur militaire Pierre de Maricourt, Picard vivant à Paris et dont parle avec admiration le physicien franciscain Roger Bacon, compose un traité intitulé De Magnete, dans lequel il décrit les propriétés de l'aimant. Christophe Colomb, à l'aide de son compas, peut ainsi filer droit sur « Cipangu ».
Samuel Purchas fait remarquer, un siècle à peine après la mort de Colomb, que « la pierre d'aimant est la pierre angulaire, la semence même d'où naît la découverte ».
William Gilbert, dans son De Magnete (1600), effectue pour la première fois la distinction entre corps électrique (il introduit ce terme) et magnétique. Il assimile la Terre à un aimant, note les lois de répulsion et d'attraction des aimants par leur pôle et l'influence de la chaleur sur le magnétisme du fer. Il invente aussi le mot électrique sur la racine grecque « ambre jaune », et établit une liste des corps électrisables par frottement. Les propriétés d'aimantation sont alors, pour les pierres, indissociablement liées à la magnétite.
Charles de Coulomb en 1785 formule pour la première fois la force d'attraction entre deux aimants, et Hans Christian Ørsted en 1805 l'associe au courant électrique.
Pierre Weiss en 1906 explique l'aimantation permanente (domaine de Weiss).
Jusqu'à très récemment, un aimant est défini comme « un oxyde naturel de fer qui attire le fer et quelques métaux ».

## Lien entre l'aimantation et le moment magnétique
L'aimantation {\displaystyle {\vec {J}}} d'un matériau ou d'un milieu est sa densité volumique de moment magnétique (induit ou permanent) :
{\displaystyle {\vec {J}}={\frac {\mathrm {d} {\vec {M}}}{\mathrm {d} V}}}
où {\displaystyle {\vec {M}}} désigne le moment magnétique et {\displaystyle V} le volume.
L'unité SI d'aimantation est l'ampère par mètre (A/m).

## Pôles

Pôles d’un aimant dipolaire et orientation des lignes de champ magnétique visibles sur les pôles de l’aiguille aimantée d’une boussole au voisinage des pôles de l’aimant.

Les pôles magnétiques sont nommés « nord » et « sud » en fonction des pôles géographiques terrestre vers lesquels ils sont attirés. Comme les pôles magnétiques de polarité opposés s'attirent mutuellement, on en déduit que les pôles géographiques terrestres ont une polarité magnétique en réalité opposée à leur polarité géographique : le pôle Nord géographique terrestre est un pôle sud magnétique, et inversement.
Les deux pôles sont indissociables, l’un n'existe pas sans l’autre (en vertu d’une équation de Maxwell montrant la continuité du champ magnétique produit). Les pôles indiquent une direction d’un axe unique passant par un point central, et le long duquel les lignes de champs viennent s’aligner (avec une inversion brutale de la direction du champ au voisinage de ce centre) : autour de ces deux pôles, le champ magnétique est maximum et orienté parallèlement à l’axe, tandis qu’il décroît avec la distance à l’aimant ; l’effet combiné des deux pôles forme hors de cet axe des lignes de direction du champ magnétique orientées le long de cercles passant par le centre magnétique entre les deux pôles, ces cercles de même intensité du champ étant disposés sur un tore passant par le centre magnétique.

## Applications
Tout barreau aimanté s'oriente naturellement dans la direction nord-sud suivant les lignes du champ magnétique terrestre, pour peu qu'on lui laisse un axe de rotation libre de toutes contraintes. Cette propriété est utilisée dans la fabrication des boussoles. Ils sont par exemple présents dans les haut-parleurs, certains verrous de portes sous un grand nombre de formes et de taille (de minuscules aimants de 4 mg (Cobalt-Terres rares) par exemple dans les montres électriques, jusqu'à des aimants de 40 kg coulés en Ticonal 600 (ex. : aimant de stator de générateur électrique). 
Au début des années 1970, de grandes usines pouvaient en produire jusqu'à plusieurs centaines de millions par an.
La magnétite (Fe3O4) n'est pas le seul matériau permettant de faire des aimants. Les mêmes propriétés ont été trouvées dans de nombreux autres composés minéraux. Les applications se sont multipliées. Aujourd'hui, on trouve des aimants dans des domaines aussi divers que la santé, les moteurs électriques qui sont, de fait, des moteurs magnétiques, etc..
Le volume de vente d'aimants dans le monde occidental qui dépassait dix milliards de Francs (1,5 milliard d'euros) par an en 1994 reflète leur importance dans le monde actuel.

### Exemples d'utilisations

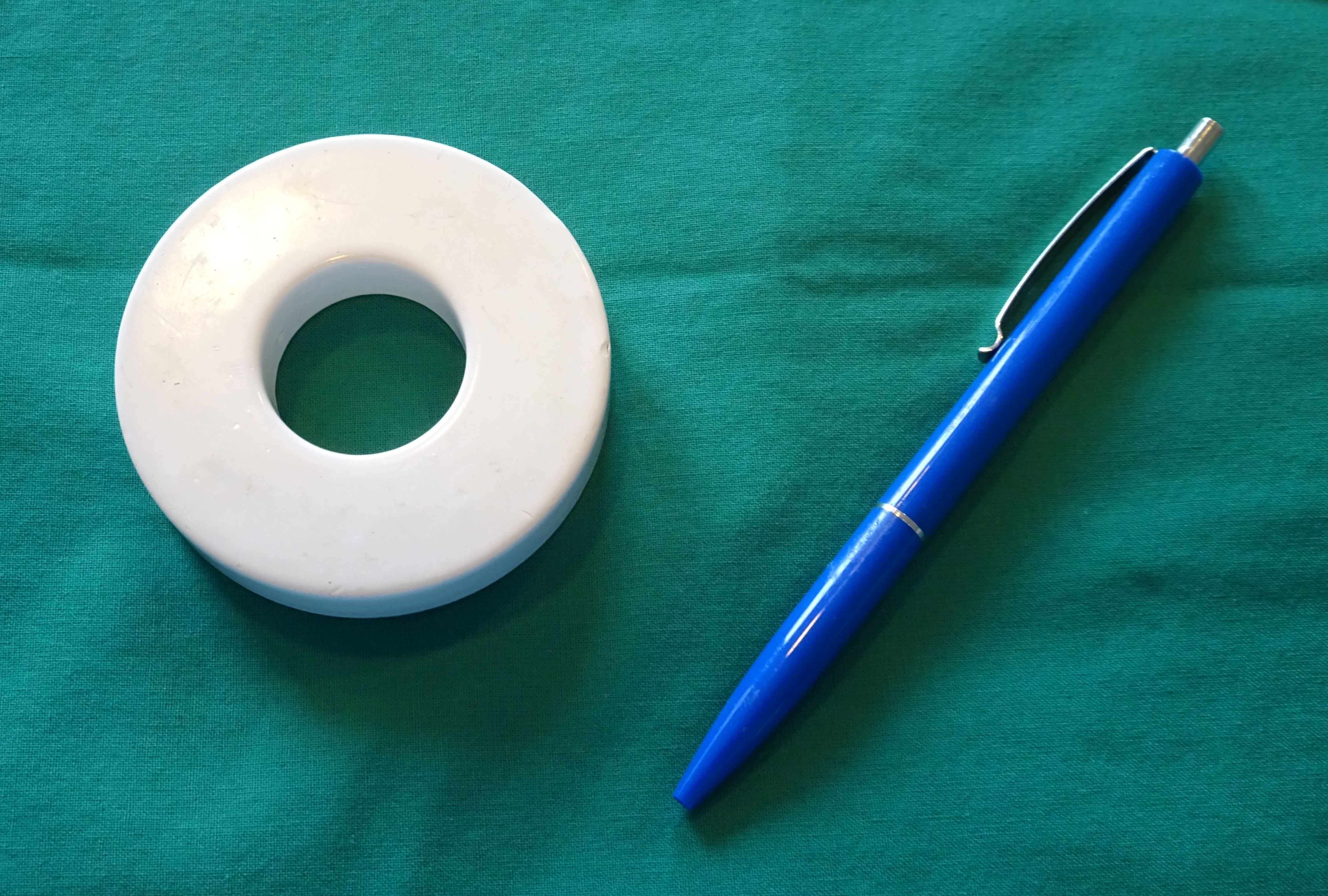
Aimant de stimulateur cardiaque.

Les aimants sont très utilisés pour la réalisation de machines à courant continu ou de machines synchrones et de divers appareils électroniques et électrotechniques (ex. haut-parleurs). 
L'existence de champ magnétique en l'absence de courant est mise à profit pour la réalisation de séparateurs et de capteurs, par exemple des capteurs de proximité, la RMN et donc l'IRM.
Les aimants sont aussi utilisés dans la conception de sources dipolaires pour produire des plasmas micro-onde. Celui-ci doit cependant vérifier les conditions de couplage RCE (résonance cyclotronique électronique) soit 0,0875 tesla pour un champ électrique tournant de 2,45 GHz. Généralement, les aimants utilisés sont en samarium cobalt ou en néodyme fer bore.
Les aimants équipent divers objets. Les attaches à aimants sont des fournitures de bureau qui permettent de fixer à un tableau des feuilles de papier, comme le ferait une pince ou une épingle ; ces mêmes attaches servent aux porte-photos, remplaçant la colle ou le ruban adhésif.  des objets décoratifs et utilitaires dits « magnets » se fixent à certains support (ex. : réfrigérateur). Certaines pièces de jeux fonctionnent grâce à des aimants, permettant notamment des jeux de construction.
Des nettoyeurs de vitres magnétiques existent et permettent de nettoyer l'extérieur inaccessible de certaines fenêtres coulissantes. 

## Caractéristiques
Les aimants permanents contiennent presque toujours des atomes d'au moins un des éléments chimiques suivants : fer, cobalt ou nickel, ou de la famille des lanthanides (terres rares). Ces éléments présentent des propriétés magnétiques mais ne sont pas forcément utilisables seuls comme aimants permanents. On utilise donc des alliages présentant des propriétés ferromagnétiques dures (un cycle d'hystérésis large). Les aimants synthétiques sont produits par frittage d'un alliage de poudres de terres rares qui forme alors une céramique polarisée sous le champ intense d'un électroaimant. Les aimants naturels sont des oxydes mixtes de fer II et de fer III de la famille des ferrites (oxydes mixtes d'un métal divalent et de fer III). Il existe aussi des aimants moléculaires comme des aimants de chimie de coordination, des aimants organo-métalliques et des aimants purement organiques (CHNO). Ils ont tous des températures de Curie très basses excepté le V(TCNE)2 (di-tétracyanoéthylénure de vanadium).
- L'induction rémanente Br = µ0 Msat est l'induction magnétique subsistant dans le matériau à excitation magnétique nulle.
- Le champ coercitif de désaimantation (HcB, en A/m) est l'excitation magnétique qu'il faut produire pour désaimanter ce matériau, mais cette désaimantation peut être réversible.
- Le champ coercitif de désaimantation irréversible (HcM ou HcJ, en A/m) est l'excitation magnétique qu'il faut produire pour désaimanter le matériau de manière irréversible. Cette dernière peut être supérieure ou égale à la précédente[16].
- La température de Curie : température pour laquelle le matériau perd son aimantation, mais néanmoins de façon réversible (une fois refroidi, le matériau retrouve ses propriétés ferromagnétiques et pourra à nouveau être aimanté).

Les matériaux durs sont intéressants pour réaliser des aimants permanents car ils présentent des cycles d'hystérésis larges. Les grandeurs principales à prendre en compte sont Br : l'induction rémanente, proportionnelle à l'aimantation du matériau, et HcM, qui est une mesure de la capacité du matériau à garder cette aimantation.
| Matériaux        | Br en tesla  | Hc en kA/m | T° de Curie en °C | Remarques diverses                                 |
| ---------------- | ------------ | ---------- | ----------------- | -------------------------------------------------- |
| Aciers           | 0,001 à 0,02 | 6 à 19     | 750               | Anciens aimants                                    |
| Ferrites         | 0,2 à 0,4    | 200        | 300               | Les moins chers                                    |
| Alnico           | 1,2          | 50         | 750 à 850         | Se désaimantent facilement                         |
| Samarium-cobalt  | 1,1          | 800        | 700 à 800         | Prix élevé à cause du cobalt                       |
| Néodyme-fer-bore | 1,3          | 1500       | 310               | Prix en hausse (terres rares), sujet à l'oxydation |

## Relation entre la force de contact et le champ magnétique
Si l'on connaît l'intensité de l'induction magnétique B (en teslas) produite par l'aimant à sa surface, on peut calculer une bonne approximation de la force nécessaire pour le décoller d'une surface en fer. On considère la force F nécessaire pour séparer l'aimant d'une distance ε de la surface de fer. La distance ε est très petite de sorte que l'on puisse accepter que, dans tout le volume situé entre l'aimant et le fer, l'induction magnétique est égale à B. Le travail fait par la force F est
{\displaystyle W=F\varepsilon }
Ce travail s'est transformé en énergie du champ magnétique dans le volume créé entre l'aimant et le fer. La densité d'énergie par unité de volume due au champ magnétique est :
{\displaystyle \rho ={\frac {1}{2}}{B^{2} \over \mu }\,} J.m−3
Ici µ est la perméabilité de l'air, presque égale à celle du vide :
µ0 = 4π 10−7 H⋅m−1.
Le volume de l'espace créé entre l'aimant et le fer est égal à Sε où S est la surface de l'aimant qui était collée au fer. Le travail fait s'est transformé en énergie :
{\displaystyle F\varepsilon ={1 \over 2}{S\varepsilon B^{2} \over \mu }}
On déduit la valeur de la force de contact :
{\displaystyle F={1 \over 2}{B^{2}S \over \mu }}
Pour un aimant de 2,54 cm (1 pouce) de diamètre et produisant une induction magnétique égale à 1 tesla dans le circuit magnétique formé avec la pièce métallique au contact de laquelle il se trouve, la force obtenue est de 205 newtons, soit l'équivalent de la force (poids) exercée par une masse d’environ 21 kg dans le champ moyen de gravité terrestre.
Inversement et si l'on connaît la force de contact d'un aimant, par cette formule on peut avoir une approximation de la valeur de l'induction magnétique créée à proximité de l'aimant.
{\displaystyle B^{2}={2F\mu  \over S}\,}
Ainsi, un aimant permanent à base de néodyme-fer-bore de 2 cm de rayon ayant une force d'adhérence de 2 kg (soit environ 20 newtons) génère une induction magnétique à proximité de sa surface d'environ 0,2 tesla, soit 2 000 gauss.